# Amblyscartidia juliacoides
Amblyscartidia juliacoides är en insektsart som beskrevs av Young 1977. Amblyscartidia juliacoides ingår i släktet Amblyscartidia och familjen dvärgstritar. Inga underarter finns listade i Catalogue of Life.